# Vanessa Kirby
Vanessa Nuala Kirby (Wimbledon, 18 april 1988) is een Engels actrice.

## Carrière
Haar carrière bestaat grotendeels uit toneelproducties. Internationaal verwierf zij bekendheid met haar rollen als White Widow in Mission: Impossible – Fallout en Margaret Windsor in Peter Morgans Netflixserie The Crown. Voor deze laatste rol werd ze genomineerd voor de British Academy Film Award for Best Supporting Actress.  Ze was in 2021 ook genomineerd als beste actrice voor haar vertolking in Pieces of a Woman.
In 2025 vertolkte Kirby de rol van Susan Storm / Invisible Woman in The Fantastic Four: First Steps, onderdeel van het Marvel Cinematic Universe.

## Filmografie

### Film
- Love/Loss (2010)
- The Rise (2012)
- Wasteland (2012)
- The Necessary Death of Charlie Countryman (2013)
- About Time (2013)
- Queen and Country (2014)
- Jupiter Ascending (2015)
- Bone in the Throat (2015)
- Everest (2015)
- Genius (2016)
- Kill Command (2016)
- Me Before You (2016)
- Mission: Impossible – Fallout (2018)
- Julie (2018)
- Mr. Jones (2019)
- Hobbs & Shaw (2019)
- Pieces of a Woman (2020)
- The World to Come (2020)
- The Son (2022)
- Mission: Impossible – Dead Reckoning Part One (2023)
- Napoleon (2023)
- Eden (2024)
- The Fantastic Four: First Steps (2025)

### Televisie
- The Hour (2011) (3 afleveringen)
- Great Expectations (2011)
- Labyrinth (2012)
- Poirot (2013)
- The Dresser (2015)
- The Frankenstein Chronicles (2015–2017)
- The Crown (2016–2017)